# Gramática del chino mandarín

[中文語法],
que
significa "gramática china", escrito verticalmente en caracteres chinos simplificados (izquierda) y tradicionales (derecha)

La gramática del chino mandarín es muy similar al de los otros dialectos chinos. A pesar de que los dialectos son en algunos casos tan diferentes que son ininteligibles entre sí, las diferencias se encuentran fundamentalmente en el vocabulario y los tonos, compartiendo básicamente la misma gramática y escritura.
Una característica de la gramática china es que es altamente aislante, es decir, las palabras tienen una única forma morfológica. Salvo excepciones menores, el idioma carece de conjugaciones, declinaciones u otro tipo de flexiones lingüísticas. Funciones tales como el número, el caso o los tiempos verbales son determinados a través del contexto, de partículas auxiliares, preposiciones, el orden de las palabras y otros. El orden de las palabras es muy importante y está fuertemente determinado por las reglas sintácticas, y las variaciones que en lenguas sintéticas darían lugar a un hipérbaton, en chino, por lo general, originarán cambios en el significado o simplemente no tendrán sentido.
Debido a su falta de inflexión la gramática china puede suponerse simple en la primera aproximación, sin embargo, en chino, como en cualquier otro idioma, pueden transmitirse mensajes muy sutiles, para lo cual su gramática ha desarrollado altos niveles de complejidad en otros aspectos.

## Sintaxis

### Orden tema-rema
En general, el chino ordena los sintagmas en las oraciones empezando por el tema y avanzando hacia el comentario (confróntese tema - rema). Es decir, que la información más general, presupuesta por los interlocutores o anterior en el tiempo precede a la información más particular o reciente sobre la que se dan novedades. Así, por ejemplo, en las siguientes frases el sujeto no inicia la oración, dándose preeminencia a una estructura tema - rema.
爸爸 狗 蚤 爪。
bàba gǒu zǎo zhǎo.
Literalmente: "Papá perro pulga pata".
Significando "la pata de la pulga del perro de papá"
En chino se empieza por lo más general y se va acotando hasta llegar a lo particular.
院子 里 停着 一 辆 车。
yuànzi lǐ tíngzhe yī liàng chē.
"En el patio está aparcado un coche"
Primero se cita la ubicación general, después se aborda lo particular de ella). En vez de "Un coche está aparcado en el patio" (sujeto-verbo-complemento).
今天 爬 山, 明天 露 营。
jīntiān pá shān，míngtiān lù yíng.
Literalmente: "Hoy subir montaña, mañana acampar aire libre".
El sujeto de esta oración ("nosotros", "yo", "sus compañeros de clase", etcétera) simplemente se omite en la formación sintáctica de la frase por estar determinado por el contexto.
饭 做 好 了。
fàn zuò hǎo le.
Literalmente:  "comida hecha bien ya". Significando "La comida ya está lista".

### Preposiciones y postposiciones
Además el chino usa postposiciones en vez de preposiciones en muchas construcciones, por ejemplo:
桌子 上。 / zhuōzi shàng.
Literalmente: "mesa-sobre". Significando: "sobre la mesa".
房子 里面。fángzi lǐmiàn.
Literalmente: "casa-interior". Significando: "dentro de la casa".

### Orden sujeto-verbo-objeto
El mandarín es a menudo clasificado como una lengua de tipo SVO, porque el verbo precede al objeto en oraciones simples, pero el mandarín también tiene muchas características de las lenguas SOV. Esto es más claro en el orden de las palabras, donde casi todos los modificadores de los sustantivos, verbos y adjetivos preceden a la palabra modificada, como ocurre a menudo en las lenguas SOV. Así:
- Los sintagmas preposicionales preceden al verbo.
- Construcciones de genitivo preceden al sustantivo.
- Las oraciones de relativo preceden al sustantivo.
- Los adjetivos preceden a los sustantivos.
- La partícula de comparación de un adjetivo precede al adjetivo.

El mandarín tiende a la formación de frases de sintagma adjetivo en lugar de oraciones subordinadassiempre o a veces ?, por ejemplo:
被 我 骑 过 的 马。
bèi wǒ qí guo de mǎ.
Literalmente: "El-por-mí-montado caballo"
Significando: "El caballo que yo he montado".
令 人 烦恼 的 事情。
lìng rén fánnǎo de shìqing.
Literalmente: "causa-preocupaciones-a-la-gente asunto"
Significando: "El asunto que preocupa a la gente".

### Orden de los complementos
Por otra parte, los sintagmas verbales van al final de una cláusula si el complemento directo o el complemento indirecto están "marcados" por la partícula "bǎ". Así, por ejemplo, se pueden formar dos tipos de acusativo en mandarín. En un caso el acusativo sigue el típico orden sujeto-verbo-objeto. En el otro caso el acusativo utiliza la partícula "bǎ" y sigue el orden sujeto-objeto-verbo, semánticamente se da mayor énfasis a que se le hace algo al objeto.
我 打 破 了 一 个 盘子。
wǒ dǎ pò le yí gè pánzi.
Yo rompí un plato. (SVO).
我 把 盘子 打 破 了。
wǒ bǎ pánzi dǎ pò le.
Yo (bǎ)-plato rompí. (SOV).
我 打 了 一 个 电话 。
wǒ dǎ le yí gè diànhuà.
Yo hice una llamada de teléfono. (SVO).
我 把 他 打 了 一 顿 。
wǒ bǎ tā dǎ le yí dùn.
Yo (bǎ)-a-él golpeé. (SOV)
De forma análoga, frases que tienen el complemento indirecto marcado por el dativo 给 gěi o frases pasivas (con el sujeto precedido de 被 bèi) siguen el orden SOV. Ejemplos:
不要 给 我 拍 马屁 。
búyào gěi wǒ pāi mǎpì.
Literalmente: (Yo) "no quiero para mí ser adulado" (SOV).
Significando: "No me adules".
他 被 我 打 了 一 顿。
tā bèi wǒ dǎ le yí dùn.
Literalmente: "Él por mí ha sido golpeado" (SOV).
Significando: "Le he golpeado".

## Verbos
Una característica destacada de la gramática china es la serialización verbal, en la que dos verbos se concatenan sin que uno quede subordinado a otro. La serialización verbal se manifiesta típicamente de dos maneras: complementos verbales, que aparecen tras el verbo principal, y coverbos, que aparecen antes del verbo principal.

### Aspecto verbal
El aspecto verbal es la característica que da información sobre el flujo temporal. El chino tiene un conjunto único de aspectos: por ejemplo, hay dos perfectivos (la acción ya ha terminado): "了" (-le) y "过" (-guo) que tienen sutiles diferencias semánticas entre sí. Algunos ejemplos con perfectivo "了" le:
我 当 了 兵。 wǒ dāng le bīng.
"Yo llegué a soldado (y todavía lo soy)".
他 看 了 三 场  球 赛。 tā kàn le sān chǎng qiú sài.
"Él ha visto tres partidos de pelota (y probablemente ha visto muchos más durante su vida)".
Algunos ejemplos con el perfectivo experiencial ("过" guo):
我 当 过 兵。 wǒ dāng guo bīng.
"He sido soldado (pero ya no lo soy)"
他 看 过 三 场 球 赛。tā kàn guo sān chǎng qiú sài.
"Él ha visto tres partidos de pelota (y esos son todos los que ha visto en toda su vida)".
Los dos imperfectivos, "正在" (zhèngzài-) o "在" (zài-) y "着" (-zhe) también difieren en matices. Ejemplo con imperfectivo dinámico ("正在" zhèngzài/zài):
我 (正)在 挂 画。 wǒ (zhèng)zai guà huà.
"Estoy colgando cuadros". Dando la idea de que es un estado dinámico presente.
Ejemplo con imperfectivo estático ("着" zhe)):
墙 上 挂 着 一 幅 画。 qiáng shàng guà zhe yī fú huà.
"Un cuadro está colgando de la pared". Dando la idea de que es un estado continuo que se mantiene en el presente.
- Duplicar el verbo es un recurso para indicar que la acción se ejecuta por poco tiempo. Ejemplo:

我 到 公 园 走 走。 wǒ dào gōng yuán zǒu zǒu.
Literalmente: "Yo hasta parque caminar caminar". Significando: "Voy a dar un corto paseo por el parque"
Esta frase también podría ser formada con "走一走" zǒu yi zǒu, que significa lo mismo.

### Complementos verbales
El chino está muy orientado a indicar un resultado y dirección de sus verbos, y dispone de un potente recurso gramatical que facilita esta función, consiste en añadir tras el verbo principal otro que es el encargado de indicar el resultado de la acción o la dirección que tomó el tema. Estas construcciones de "verbos dobles" no son generalmente opcionales sino que es necesario seguirlas para formular correctamente la frase. 

#### Complemento de resultado
Los complementos de resultado se encuentran en dos "sabores": Un tipo indica un resultado absoluto, y el otro un resultado posible o probable. Seguidamente se usarán ejemplos para ilustrar lo anterior con el verbo "听 tīng" (oír) actuando como verbo principal y el verbo "懂 dǒng" (entender) actuando como complemento de resultado.
Ejemplos:
我 听 懂. tīng dǒng.
Literalmente: "Yo oír entender".
Significando: "he entendido (algo que he oído)". Complemento de resultado absoluto positivo.
我 没 听 懂.  méi tīng dǒng.
Literalmente: "Yo no oír entender". Significando "no lo he entendido (pero sí lo he oído)". :Complemento de resultado absoluto negativo.
Nótese que la existencia de un complemento de resultado absoluto fuerza al verbo a tomar un aspecto perfectivo, en tanto que no tendría sentido plantear el resultado absoluto de una acción no terminada.
听 得 懂. tīng de dǒng.
Literalmente: "Oír-capacidad entender"
Significando: "Ser capaz de entender" (debido a las habilidades personales). Complemento de resultado posible positivo.
Esta construcción es equivalente a la que sigue, pero con ciertos matices de significado:
能 听 懂. néng tīng dǒng.
Literalmente: "Poder oír comprender".
Significando "Ser capaz (por razón de la situación, no de las habilidades personales) de entender algo.
听 不 懂. tīng bù dǒng.
Literalmente: "oír no comprender".
Significando:"Ser incapaz de comprender (algo que se ha oído)". Complemento de resultado posible negativo.
Nótese que en esta construcción es el complemento lo que está siendo negado, no el verbo activo.
El complemento de resultado es una construcción muy eficiente, capaz de transmitir mucha información con pocas palabras, y es un recurso usado con mucha frecuencia en chino. Expresiones como "饿死了- è sǐ le" (literalmente: hambre-muerte ya) significando "(Estoy) que me muero de hambre" y "气死了 - qì sǐ le" (literalmente: enojado-muerte ya) significando "(estoy) terriblemente enojado" son ejemplos de como el chino se pueden construir oraciones con significados muy completos con unos pocos monosílabos.
Es posible analizar muchos de los sufijos verbales considerándolos desde la perspectiva de un complemento de resultado, por ejemplo, 了 (le) significa "terminado" o "ya", de manera que al colocarlo tras el verbo el aspecto cambia del activo al perfectivo. Sin embargo un sufijo verbal no siempre será un complemento de resultado, puede simplemente indicar la imposibilidad de algún verbo (por ejemplo, 受不了, ser incapaz de tolerar algo o a alguien). Este uso del complemento de resultado (simplemente negar al verbo) es muy frecuente. Además aquellos verbos que pueden ser negados con un complemento de resultado a menudo deben ser negados así.
El complemento de resultado se encuentra a veces en ciertos idiomatismos (expresiones que tomadas literalmente parecen no guardar relación con lo que se está hablando, pero que tienen asentado un sentido figurado adoptado de manera convencional y bien conocido para los hablantes nativos). Por ejemplo, las frases "看不起", "对不起" y "买不起" todas usan "起" (qǐ, levantarse) como complemento de resultado, pero sus significados ("despreciar", "disculparse", "muy valioso, que no tiene precio") no están relacionados de forma evidente con el significado literal de la palabra. Esto es en parte el resultado de una construcción metafórica, donde "看不起" (despreciar) literalmente significa "ser incapaz de mirar a (ver abajo)", "对不起" (¡lo siento!) "ser incapaz de hacer frente (a alguien)" y "买不起"(muy valioso) "no (nos) lo podemos permitir comprar".
Otros ejemplos:
他 把 盘子 打 破 了。tā bǎ pánzi dǎ pò le.
Literalmente: "Él (bǎ) plato golpear-romper ya".
Significando: "Él golpeó (se le cayó) el plato y lo rompió".
Nótese como aquí el segundo verbo "破" (romper) actúa como sufijo del primero "打" (golpear) e indica qué sucede al objeto como resultado de la acción.
这 部 电影 我 看 不 懂。zhè bù diànyǐng wǒ kàn bù dǒng.
Literalmente: "Esta [clasificador de película] película yo ver no entender".
Significando: "No entiendo esta película que he visto".
Nótese como aquí el segundo verbo "懂" (entender, comprender) actúa como sufijo del primero "看" (ver) y da información sobre el resultado o éxito de la acción.

#### Complemento de dirección
La dirección de una acción que implica movimiento debe ser, por lo general, especificada. Así por ejemplo los dos complementos de dirección 去 (qù, ir) y 来 [來] (lái, venir) deben ser añadidos tras el verbo para indicar si el sentido del movimiento es desde o hacia el hablante. Análogamente esta construcción se puede hacer con otros verbos que especifican dirección, tales como 上去 (shàng qù, ascender), 过来 [過來] (gùo lái, que venga), que se añaden como sufijos a otros verbos (por ejemplo, 走过去, zǒu gùo qù, caminar [sobre]). Normalmente solo aparece un sufijo justo tras el verbo, pero a veces se concatenan varios sufijos o se intercalan adverbios que modifican el complemento. Por ejemplo:
起不来床。
Literalmente: "Levantarse-no-venir cama".
Significando: "Ser incapaz de levantarse de la cama".
他走上来了。
Literalmente: "Él caminar-subir-venir terminado".
Significando: "Él subió caminando hacia mí".
"上"(subir) y "来"(venir) actúan como sufijos del verbo "走"(caminar) para indicar la dirección del verbo.

## Clasificadores
Los clasificadores chinos son aquellas palabras se usan junto a los numerales para definir la unidad de medida de un sustantivo, es decir para poder cuantificarlos. 
Este fenómeno es similar a cuando en español un sustantivo incontable requiere de otro (contable) para cuantificarlo, por ejemplo: "dos puñados de sal" o "un vaso de agua" (en donde "puñado" actúa como clasificador de "sal" y "vaso" como clasificador de "agua"). Sin embargo, en chino, todos los sustantivos son incontables y los clasificadores están sumamente desarrollados, de manera que tienen una presencia señalada en gramáticas y diccionarios y en muchas ocasiones no hay traducción literal posible.
Por lo general, cada sustantivo en chino podrá utilizar diferentes clasificadores que concuerden con él. La elección de uno u otro dependerá de las preferencias o matices que quiera dar el hablante. Ejemplos:
两 头 牛。liǎngtóu niú.
Literalmente: "Par cabeza vaca (o toro)".
Significando "Un par de cabezas de ganado vacuno".
Donde "头" (cabeza) está actuando como clasificador de "牛" (vaca o toro).
一 朵 花。yì duǒ huā.
Literalmente: "una (unidad de medida de flor) flor".
Nótese que la palabra de medida se pierde en la traducción por no haber un equivalente para la palabra en español.
El uso de los clasificadores que concuerden con el sustantivo puede resultar muy poco intuitivo, arbitrario e incluso antojadizo en la primera aproximación al idioma. Así por ejemplo "条" tiáo es un clasificador que se utiliza con objetos o animales alargados, por ejemplo cuerdas, serpientes, pero también con peces e incluso perros. 
Aunque no hay normas fijas, dependiendo de diversas características (objetivas o subjetivas) de un objeto podrá concordar o no con un clasificador: Así por ejemplo se puede utilizar "把 bǎ" para objetos que tienen asas o se pueden manejar con la mano (por ejemplo cuchillos o paraguas). Para objetos planos como las hojas de papel, o que tienen una parte plana como una mesa se puede utilizar el clasificador "张 zhāng". Para sustantivos que no han desarrollado clasificadores específicos se utiliza un clasificador genérico "个 gè", que actúa como comodín.

## Construcciones

### Genitivo
Para expresar el genitivo se intercala la partícula "的" (de) entre el sustantivo y su complemento nominal. Ejemplo:
我 的 书。wǒ de shū.
Literalmente: "Yo ‘的’ libro".
Significando: "Mi libro".
En el caso de que el genitivo se refiera a parientes o conocidos de la materia en la oración, se suele omitir el sufijo "的" (de). Ejemplo:
我 (的) 妈妈。wǒ (de) māma.
Literalmente: "Yo (‘的’) mamá".
Significando: "Mi mamá".

### Formas interrogativas
En otras lenguas para distinción entre una oración afirmativa o interrogativa se utiliza la entonación o se invierte el orden entre el sujeto y el verbo. En el idioma chino donde por un lado el orden de la frase es crítico para ser inteligible, y donde por el otro los cambios de entonación, al ser una lengua tonal, podrían llegar a interferir en la correcta pronunciación de las palabras, ha desarrollado 3 formas para crear oraciones interrogativas:
- Se puede convertir una frase afirmativa en una interrogativa añadiendo al final la partícula interrogativa "ma". Ejemplo:
你 是 护士。nǐ shì hùshi.
Literalmente: "Tú eres enfermera".
你 是 护士 吗? nǐ shì hùshi ma?
Literalmente: "Tú eres enfermera (partícula interrogativa "ma").
Significando: "¿Tú eres enfermera? Nótese que por convención en la escritura se utiliza el signo de interrogación "?", sin embargo no es necesario para la inteligibilidad de la frase ni tampoco es una señal que informe al lector de un cambio de entonación, pues no lo hay.
- Utilizando un pronombre interrogativo. Ejemplo:
谁 是 护士。shéi shì hùshi.
Literalmente: "Quién es enfermera".
Significando: "¿Quién es enfermera?"
- Duplicando el verbo en la frase en forma afirmativa y negativa. Ejemplo:
你 是 不 是 护士。nǐ shì bù shì hùshi.
Literalmente: "Tú ser no ser enfermera".
Significando. "¿Eres enfermera?

En la lengua informal ocasionalmente sí se usa la entonación para crear frases interrogativas, de la misma manera que las lenguas indoeuropeas.